# Station Muchowiec
Station Muchowiec was een spoorwegstation in de Poolse plaats Muchowiec.